# Dimitri Habran
Dimitri Habran (Luik, 22 augustus 1975) is een Belgische doelman die speelt voor DC Cointe. Hij speelde tussen 2001 en 2005 ruim vijftig wedstrijden in Eerste klasse bij achtereenvolgens Standard Luik, KV Oostende en KV Mechelen. Habran maakte in de periode 1997-1998 deel uit van de nationale futsalploeg van de Koninklijke Belgische Voetbalbond. Met AC Waremme werd hij in 2014 nationaal zaalvoetbalkampioen van de Belgische Zaalvoetbalbond.

## Carrière

### Jeugd en futsal
Luikenaar Habran speelde in de jeugdreeksen bij FC Jupille en FC Seraing waar Standard Luik hem weghaalde. Vanaf 1992 maakte hij deel uit van de eerste elftal maar wist niet echt door te breken. In het futsal was hij echter wel succesvol. In 1994 verliet hij Standard en ging spelen in de lagere afdelingen, bij achtereenvolgens Tilleur FC (1994-1995), RUS Andenne-Seilles (1995-1996), Prayon FC (1996-1997) en RRFC Montegnée (1997-1998) zodat hij het veldvoetbal met het futsal kon combineren.
In januari 1998 speelde Habran, die aantrad bij zaalvoetbalploeg Beyne-Embourg, met de Belgische nationale ploeg in de Mundialito in het Braziliaanse Rio de Janeiro waar de ploeg een vijfde plaats behaalde. In de wedstrijd tegen Brazilië, die nipt met 3-2 werd verloren, werd Habran uitgeroepen tot man van de match. Vanaf maart van dat jaar maakte hij deel uit van de nationale futsalploeg van de Koninklijke Belgische Voetbalbond die de kwalificatiewedstrijden speelde voor het Europees kampioenschap zaalvoetbal 1999 in het Spaanse Granada.
Omdat Habran op 1 juli 1998 een profcontract kreeg aangeboden bij Standard Luik, waar hij een nieuwe kans kreeg, stopte Habran met het futsal. Een maand later werd hij nog wel tweede in de verkiezing van de beste Belgische zaalvoetballer van het seizoen 1997-1998.

### Standard Luik
Nadat Gilbert Bodart was vertrokken en Peter Maes naar de C-kern was verwezen, had Standard nog slechts twee jonge doelmannen met weinig ervaring in zijn kern, namelijk Jean-François Gillet en Habran. Daarom trok Standard op aanraden van coach Tomislav Ivić de ervaren Kroaat Vedran Runje aan. Runje werd de onbetwiste nummer 1 onder Ivić, Gillet nummer 2 en Habran doelman nummer 3. In 1999 werd Gillet uitgeleend aan Monza maar Ivić haalde Filip Šušnjara als doublure voor Runje waardoor Habran de derde doelman in rangorde bleef. In 2001 vertrok Runje naar Olympique Marseille en werd Khalid Fouhami van KSK Beveren overgenomen. Op 23 augustus 2001 viel Habran in voor Šušnjara in de kwalificatiewedstrijd voor de UEFA-Cup tegen FK Vardar Skopje en kreeg aldus zijn eerste speelminuten bij Standard. Voor de competitie bleef Habran de derde doelman na Fouhami en Šušnjara. Zijn eerste volledige match speelde Habran op 8 december 2001. Omdat Fouhami (disciplinaire schoring) en Šušnjara (blessure) onbeschikbaar waren, mocht hij van trainer Michel Preud'homme starten in de wedstrijd tegen Eendracht Aalst, die met 2-0 werd gewonnen. In het seizoen 2001-2002 speelde hij in totaal 3 wedstrijden voor de ploeg.
In mei 2002 verkreeg Habran een contractverlenging van twee jaar. Keeperstrainer Jean Nicolay ging met pensioen en werd vervangen door Christian Piot. Robert Waseige werd de nieuwe trainer in het seizoen 2002-2003. Šušnjara was de eerste doelman maar na een slechte start van het seizoen werd de Uruguayaanse international Fabián Carini geleend van Juventus FC waardoor Habran nog steeds niet in de wedstrijdselectie geraakte. Habran drong aan op meer speelkansen en stuurde aan op een uitleenbeurt.

### Uitleenbeurt aan KV Mechelen
FC Strombeek dat in de tweede klasse uitkwam, toonde interesse maar uiteindelijk werd Habran uitgeleend aan de in financiële nood verkerende Eersteklasser KV Mechelen. Door bemiddeling van Michel Preud'homme werden in totaal vijf spelers van Standard tot het einde van het seizoen uitgeleend aan KVM. Habran maakte zijn debuut in de uitwedstrijd in Charleroi die met 3-0 werd verloren. Tot het einde van het seizoen bleef hij er onder de lat staan. Habran, die regelmatig werd uitgeroepen tot beste man van de ploeg, kon niet verhinderen dat het noodelftal, dat vooral uit jonge, onervaren geleende spelers bestond, op de laatste plaats eindigde. Na het seizoen eindigde hij op een verdienstelijke vijfde plaats bij de verkiezing tot Keeper van het Jaar 2003.

### Terug naar Standard Luik
In juli 2003 keerde hij terug naar Luik en begon het seizoen als invallersdoelman van Carini. Voor nieuwjaar had Habran slechts één wedstrijd in doel gestaan en hij gaf de wens aan om op het einde van het seizoen te vertrekken bij de Rouches. Zijn contract, dat op het einde van het seizoen afliep, werd niet meer verlengd. Er was interesse van de Engelse Tweedeklasser Coventry City FC, van Eersteklasser RAEC Mons en van KV Oostende, met als trainer Gilbert Bodart, dat net naar Eerste klasse was gepromoveerd. Uiteindelijk tekende hij een contract van één seizoen bij Oostende.

### Bij promovendus KV Oostende
Habran startte het seizoen 2004-2005 als basisspeler in de ploeg van Bodart. In dat seizoen, waarbij de ploeg bijna voortdurend in de degradatiezone stond, kreeg hij door zijn onbesuisd gedrag in totaal drie rode kaarten. Ondanks de trainerswissel in januari 2005, waarbij Bodart werd ontslagen en werd opgevolgd door Herman Vermeulen, was de degradatie naar Tweede klasse een feit. Habran speelde dat seizoen 25 wedstrijden voor de ploeg. Habran was einde contract en mocht er vertrekken.

### Twee verloren jaren
Na vruchteloos zoeken, waarbij hij zelfs een advertentie plaatste in de Spaanse krant Marca, duurde het nog tot einde augustus 2005 vooraleer Habran een nieuwe club vond. Hij tekende een contract bij de Griekse ploeg Doxa Drama die uitkwam in de Gamma Ethniki. Hij speelde er weinig en werd na de beginperiode niet meer betaald waardoor Habran al snel op zoek ging naar een nieuwe club.
Vanaf januari 2006 kon hij aan de slag bij de Nederlandse Eerste divisieploeg Maastricht waar hij de plaats innam van Bart Deelkens die naar STVV was vertrokken. Habran was er invallersdoelman en kwam in de loop van het seizoen niet in het elftal. Hij verliet ontgoocheld de ploeg in juli 2006 en hoopte om opnieuw bij KV Mechelen aan de slag te kunnen. KV Mechelen koos echter voor Olivier Werner.
Na een lange zoektocht kwam hij terecht bij Derdeklasser RFC Union La Calamine waar hij de invallersdoelman was van vaste waarde Boris Dôme.

### Terug in doel in de lagere afdelingen
In juni 2007 tekende Habran een contract bij UR Namur dat net naar Tweede klasse was gepromoveerd. Hij genoot het vertrouwen van trainer René Hidalgo en speelde er in nagenoeg alle wedstrijden van het elftal. De ploeg eindigde op de 17de plaats en wist via de eindronde het behoud te verzekeren.
Habran wilde dichter bij huis voetballen en tekende in juni 2008 een contract bij RFC Sérésien dat in de Derde klasse voetbalde. Hij bleef er drie seizoenen spelen tot in 2011. In het eerste seizoen raakte Seraing dankzij doelman Habran tot in de 16de finales van de Beker van België tegen KRC Genk die met 6-0 werd verloren. Habran kon niet verhinderen dat de ploeg in 2009 degradeerde naar de Vierde klasse waar in de twee daaropvolgende seizoenen telkens de vierde plaats werd behaald. Na het seizoen 2010-2011 zette hij een punt achter zijn carrière om zich opnieuw te richten tot het zaalvoetbal (zie onderaan).
Vanaf nieuwjaar 2012 tekende hij bij Eersteprovincialer RSC Beaufays en bleef er spelen tot het einde van het seizoen.
Op bijna 37-jarige leeftijd ging Habran vanaf het seizoen 2012-2013 spelen bij Vierdeklasser Aywaille FC, waar hij zijn vroegere trainer Alain Bettagno terugvond. Hij bleef er drie seizoen en de ploeg wist zich steeds in de eerste helft van de rangschikking te plaatsen.
In 2015 keerde Habran terug naar Beaufays, om de opvolger te worden van Fabrice Genchi, die was vertrokken naar Entente Durbuy. Hij speelde er één seizoen en zette opnieuw een punt achter zijn carrière.
Vanaf nieuwjaar 2017, op ruim 41-jarige leeftijd, ging hij bij de Naamse Eersteprovincialer Racing FC Fosses de geblesseerde doelman Tordeurs vervangen en speelde er tot het einde van het seizoen.
Habran vond het seizoen nadien een nieuwe uitdaging dichter bij huis. Hij tekende in juni 2017 een contract bij DC Cointe, actief in de Luikse Eerste provinciale afdeling, als invallersdoelman en begeleider van de vaste doelman Thomas Degeer. Na een slechte start nam Habran na vier wedstrijden de plaats van Degeer in.

### Zaalvoetbal
Habran werd in 2012 eveneens doelman bij AC Waremme dat uitkwam in de hoogste afdeling van de Belgische Zaalvoetbalbond. Met de ploeg werd hij in 2014 Belgisch kampioen en werd de finale gehaald van de Beker van België. Na het seizoen 2014-2015 werd hij verkozen tot op een na beste zaalvoetballer van het land. Midden 2016 zette AC Waremme haar zaalvoetbalactiviteiten stop en verhuisde Habran naar DBM Fléron, een ploeg uit de tweede afdeling.

## Gokschandaal
Begin 2006 werd Gilbert Bodart beschuldigd om het jaar voordien als trainer van KV Oostende te hebben gewed op het verlies van zijn ploeg. In de uitzending van het televisieprogramma Terzake van 21 februari 2006 werd door een anonieme getuige de naam van Habran genoemd als een van de handlangers van Bodart. Habran ontkende elke betrokkenheid in het gokschandaal. Uiteindelijk werd Habran niet in beschuldiging gesteld.